# Hoya greenii
Hoya greenii är en oleanderväxtart som beskrevs av D. Kloppenburg. Hoya greenii ingår i släktet Hoya och familjen oleanderväxter. Inga underarter finns listade i Catalogue of Life.